# Bodrog
Bodrog là một sông tại miền đông Slovakia và miền đông bắc Hungary. Đây là một phụ lưu của sông Tisza. Bodrog hình thành khi hai sông Ondava và Latorica hợp lưu gần Zemplín tại miền đông Slovakia. Sông vượt biên giới Slovakia–Hungary tại làng Felsőberecki (gần Sátoraljaújhely) tại Hungary, và Streda nad Bodrogom tại Slovakia, đây cũng là điểm thấp nhất tại Slovakia (94,3 m trên mực nước biển), và tiếp tục chảy qua hạt Borsod-Abaúj-Zemplén của Hungary đến khi đổ vào sông Tisza, tại Tokaj. Một đô thị nằm ven sông là Sárospatak tại Hungary.
Sông có chiều dài 67 km (15 km tại Slovakia, 52 km tại Hungary). Diện tích lưu vực sông là 13.579 km2 trong đó 972 km2 thuộc Hungary. Sông có lượng cá phong phú.